# اوکوبو تادایو
اوکوبو تادایو ((به ژاپنی: 大久保 忠世 Ōkubo Tadayo)؛ ۱۵۳۲ – ۲۸ اکتبر ۱۵۹۴) یک سامورایی اهل ژاپن بود.